# جانکی سردسیر
جانکی سردسیر یا جوانکی سردسیر یکی از طوایف هفت‌لنگ ایل بختیاری و از باب بختیاروند است که از ۲۸ تیره تشکیل شده است.

## تاریخچه
نام جانکی تحریف شده واژه جوانکی است که ظاهراً نخستین بار حمدالله مستوفی در قرن هشتم، آن را ذکر کرده است. برخی مؤلفان دوره صفوی، مانند اسکندر منشی و شرف الدین بدلیسی، نیز واژه جوانکی را به کار برده‌اند. عشایر جانکی و بختیاری‌ها به آن جونکی می‌گویند. به نوشته محمدعلی امام شوشتری، از مؤلفان معاصر، نام جانکی مخفف جوانکی است.
طایفه جانکی در اواسط سده ششم به همراه عشایر دیگر از شام به نواحی غربی ایران کوچ کردند. پیش از سده دهم به منطقه جانکی گرمسیری کوچ کردند و در قسمت جنوبی آن ساکن شدند و به رغم درگیری‌های پراکنده میان آنان و طایفه جانکی، ییلاق و قشلاق طایفه جانکی برقرار بود. در سده دهم نیز طایفه مکوندی، از ایل مَمَسَنیِ فارس، در قسمت غربی خاک جانکی ساکن شدند. در اواخر این سده در سرزمین میان طوایف جانکی و شیرعلی قرار گرفتند. این‌جا به جایی‌ها موجب شد، تا جنوب و مغرب منطقه جانکی از تسلط طایفه جانکی خارج و اراضی آن‌ها به سرگچ منحصر شود.
در زمان نادرشاه طایفه کردزنگنه از کرمانشاهان به منطقه جانکی کوچ کردند و در ناحیه سرگچ، میان طوایف ممبینی و جانکی، ساکن شدند. همچنین طایفه کیان ارثی، که جزو گروه چهارلنگ بختیاری بودند، توانستند به قسمت سرگچ جانکی نفوذ کنند. با این تغییرات، علاوه بر پراکنده شدن بسیاری از جانکی‌ها، عده‌ای در ییلاق ساکن شدند، که به طایفه جانکی سردسیر معروف گردیدند. در ۱۱۴۵، نادرشاه حکومت جانکی سردسیری و گرمسیری را به علیرضابیک، از سران ایل زنگنه، سپرد. ظاهراً از همین سده تا اوایل حکومت کریم خان زند، منطقه جانکی تنها به جانکی سردسیر اطلاق می‌شد، اما پس از آن، با تسلط خان‌های کیان ارثی بر جانکی گرمسیری، به تدریج جانکی‌ها به دو شاخه تقسیم شدند، که بخش گرمسیری آن‌ها جزو چهارلنگ بختیاری قلمداد شدند.
طایفه کهن کلواری جانکی سردسیری از طایفه‌های کهن شهرستان لردگان می‌باشد با استناد به سنگ قبر ملابهمن کلواری جوانکی سردسیری که بر روی آن نوشته شده ملا بهمن فرزند ملا درویش کلواری جوانکی سردسیری (تاریخ وفات ۱۳۲۹ هجری قمری مصادف با سال ۱۲۸۹ هجری شمسی حدود ۱۰۷ سال پیش می‌باشد و البته باید در نظر داشت پدر ایشان ملا درویش که بر روی این سنگ با عنوان کلواری جوانکی سردسیری ذکر شده حداق ۵۰ سال زودتر فوت شده و پسوند جوانکی سردسیری حداقل حدود ۱۶۰ تا ۱۷۰ سال پیش برای صدا زدن این طایفه بکار برده می‌شد) می‌توان گفت این طایفه از طوایف جوانکی سردسیری بختیاری می‌باشد. و در حال حاضر با فامیلی‌های کلواری جانکی، طاهری، محمودی، بهمنی، جانکی، فرهادی در لردگان و قلعه تل ساکن می‌باشند و از معدود تیره‌هایی می‌باشند که هنوز پسوند فامیل جانکی دارند.

## طوایف
1. هلیسادی
2. ایل جلیل
3. جلیل
4. جلیلی
5. جلیل پیران
6. بارسنی
7. جلیل ناغونی
8. جلیل سرقلعه
9. جلیل پور
10. محمدی مصیری
11. اسدپور
12. جلیل مصیر
13. خلیل مقدم
14. خلیلی
15. خلیل طهماسبی
16. نوروزی مصیر
17. ریسی شیخ ویسی
18. سادات چاه‌گاه
19. شیاسی
20. دِلوَروُن
21. محمدی مصیر
22. ریگی
23. شفیعی
24. شاهرخی
25. هارونی
26. سهرابی
27. نادری
28. رستمی
29. سادات موسوی

## زیستگاه
1. ییلاق: شهرستان اردل، شهرستان بروجن، شهرستان خانمیرزا و شهرستان لردگان در استان چهارمحال و بختیاری می‌باشد.
2. قشلاق: شهرستان ایذه در استان خوزستان می‌باشد.